# Darren Woodson
Darren Ray Woodson (* 25. April 1969 in Phoenix, Arizona) ist ein ehemaliger US-amerikanischer American-Football-Spieler auf der Position des Safeties. Er spielte für die Dallas Cowboys in der National Football League (NFL) und gewann mit ihnen dreimal den Super Bowl (XXVII, XXVIII und XXX).

## College
Woodson spielte College Football an der Arizona State University. Dort spielte er von 1989 bis 1991 als Linebacker. Bei seinen Gegenspielern war Woodson aufgrund seiner harten Spielweise gefürchtet.

## NFL
1992 wurde Woodson von den Dallas Cowboys in der zweiten Runde an 37. Stelle der NFL Draft ausgewählt. 1989 waren die Cowboys von Jerry Jones gekauft worden. Nach Entlassung des Trainers Tom Landry verpflichtete er Jimmy Johnson als neuen Head Coach. Das Ziel der beiden war es durch die Verpflichtung junger erfolgshungriger Spieler die Mannschaft der Cowboys zu einem Topteam aufzubauen. Durch die Abgabe von Runningback Herschel Walker an die Minnesota Vikings wurden Draftrechte erworben und in den Erwerb neuer Spieler investiert. Im Laufe der nächsten Jahre wurden zahlreiche Schlüsselspieler als Rookies oder von anderen Vereinen verpflichtet – der Wide Receiver Alvin Harper, der Runningback Emmitt Smith, der Fullback Daryl Johnston, der Quarterback Troy Aikman, der Tight End Jay Novacek und der Offensive Tackle Erik Williams. Darüber hinaus gelang es dem bereits seit 1988 bei den Cowboy spielenden Wide Receiver Michael Irvin einen Kreuzbandriss zu überwinden. Der bereits seit längerer Zeit bei den Cowboys spielende Jim Jeffcoat, der Defensive Tackle Chad Hennings und der 1992 verpflichtete Darren Woodson halfen aus der Defense ein Bollwerk zu machen. Die Cowboys entwickelten sich zu dem dominierenden Footballteam der frühen 1990er Jahre. Woodson wurde von den Cowboys zum Safety umfunktioniert und entwickelte sich zum Schlüsselspieler im Defensive Backfield der Mannschaft.
Woodson war als schneller Verteidiger bekannt, der häufig gegen das Laufspiel des Gegners zum Einsatz kam. Er hält noch heute (2012) den Vereinsrekord für die meisten Tackles eines Spielers. Darüber hinaus gelangen ihm elf Sacks, 23 Interceptions und zwei Touchdowns.
Woodson gewann mit den Cowboys dreimal den Super Bowl – nach der Saison 1992 den Super Bowl XXVII gegen die Buffalo Bills mit 52:17, nach der Saison 1994 den Super Bowl XXVII erneut gegen die Mannschaft aus Buffalo mit 30:13 und nach der Saison 1995 den Super Bowl XXX gegen die Pittsburgh Steelers mit 27:17.
2004 musste er seine Karriere nach einer Verletzung beenden. Er spielte in der NFL ausschließlich für die Dallas Cowboys und wurde fünfmal in den Pro Bowl gewählt.

## Nach der Karriere
Woodson arbeitete nach seiner NFL-Zeit unter anderem für den TV-Sender ESPN.